# Podocarpus spathoides
Podocarpus spathoides är en barrträdart som beskrevs av De Laub. Podocarpus spathoides ingår i släktet Podocarpus och familjen Podocarpaceae. IUCN kategoriserar arten globalt som otillräckligt studerad. Inga underarter finns listade i Catalogue of Life.